# Harc Wesnothért
A Harc Wesnothért (röviden: Wesnoth; eredeti cím: The Battle for Wesnoth) körökre osztott stratégiai játék, amely 2003. június 18-án jelent meg. A játékos célja általában az, hogy egy erős sereget toborozzon, és legyőzze az ellenséges vezért, vezéreket, ám a hadjáratokban olyan pályák is fellelhetőek, melyekben a cél eljutni a pálya egyik végéből a másikba, miközben védjük a saját vezérünket. A játékban kulcsszerepe van a terepnek és a rajta található tereptárgyaknak (pl. falu). A tervező, David White részben néhány korábbi Sega Genesis játékot, a Master of Monsters és a Warsong című körökre osztott stratégiákat használta alapként. Célja egy ingyenesen elérhető, nyílt forráskódú program létrehozása volt, ami egyszerű szabályrendszerrel rendelkezik, de fejlett mesterséges intelligenciával bír, ami kihívás elé állítja a játékost, de egyben remek szórakozást garantál számára.
A játék a GPL licence értelmében nyílt forráskódú szoftver, valamint több operációs rendszerre is elkészült. Aktuálisan mindig két verzió érhető el, a mindenkori stabil (melyeknek verziószáma 1.X.Y, ahol az X = páros pozitív egész szám, az Y = bármilyen pozitív egész szám, pl.: 1.12.6), és a mindenkori fejlesztői (melyeknek verziószáma 1.X.Y, ahol az X = páratlan pozitív egész szám, az Y = bármilyen pozitív egész szám, pl.: 1.13.5). Utóbbiból mindig több kiadás készül.

## Játékmenet

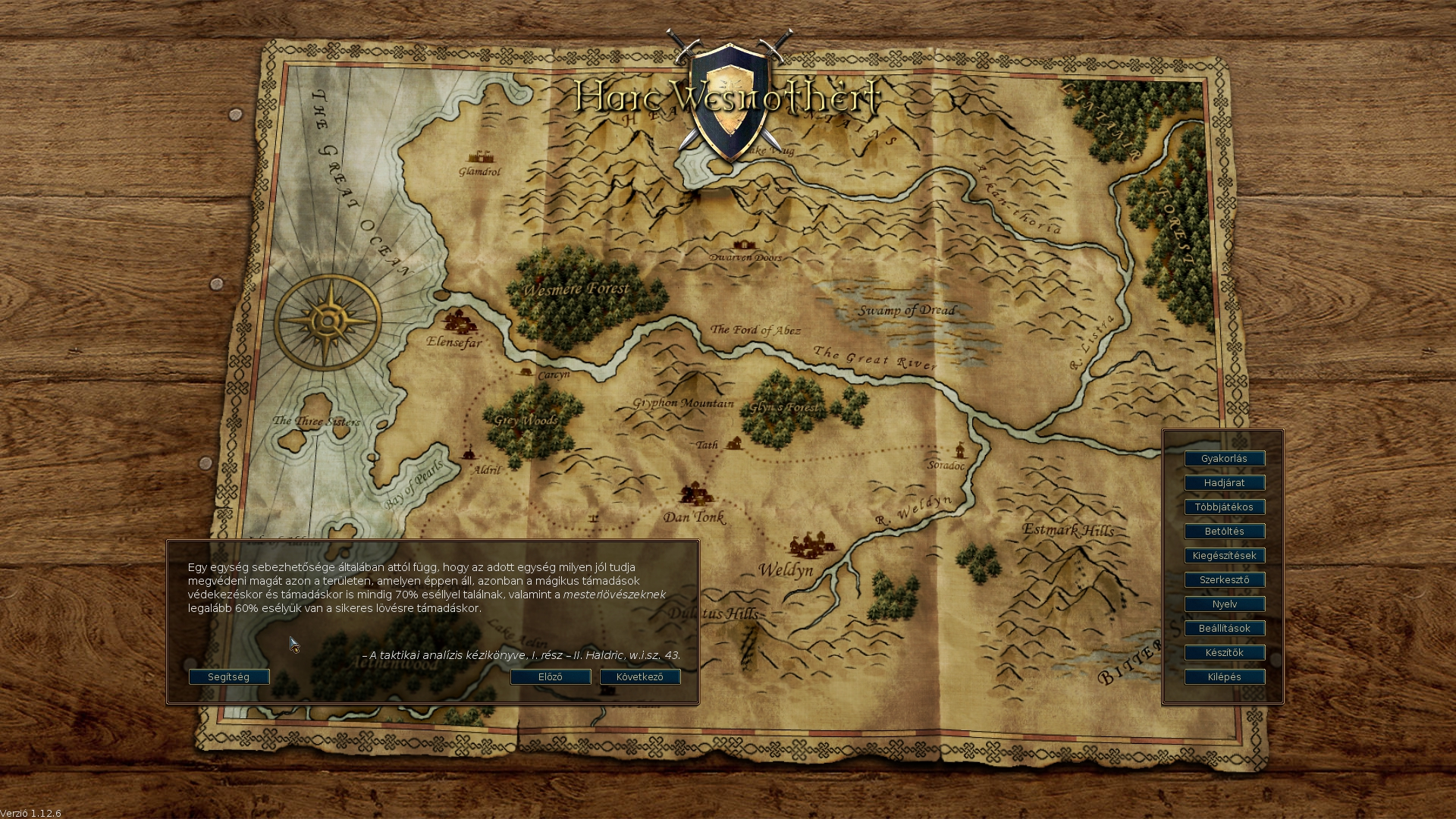
1.12.6-os verziójú játék főmenüje

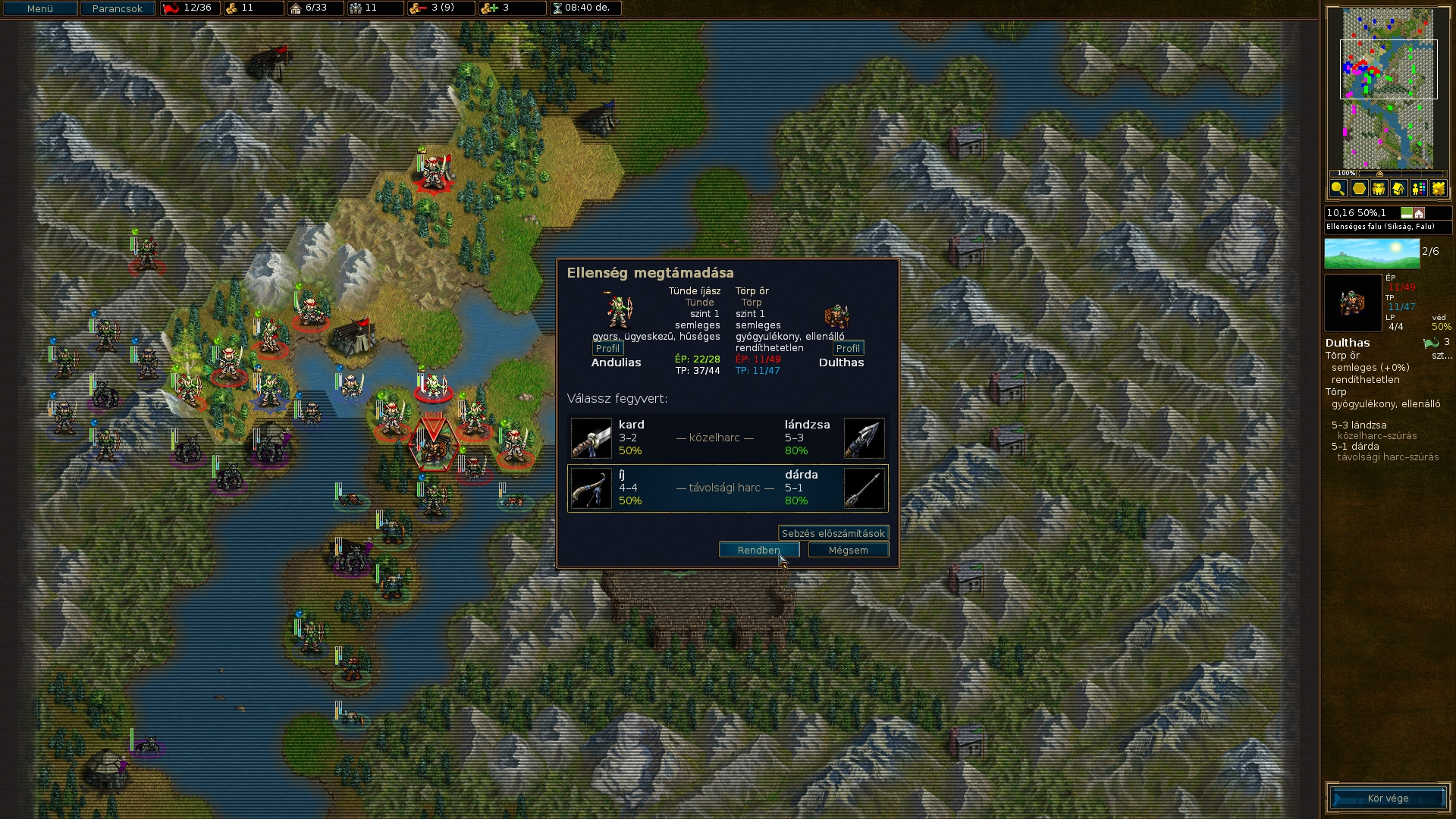
Csata a játékban

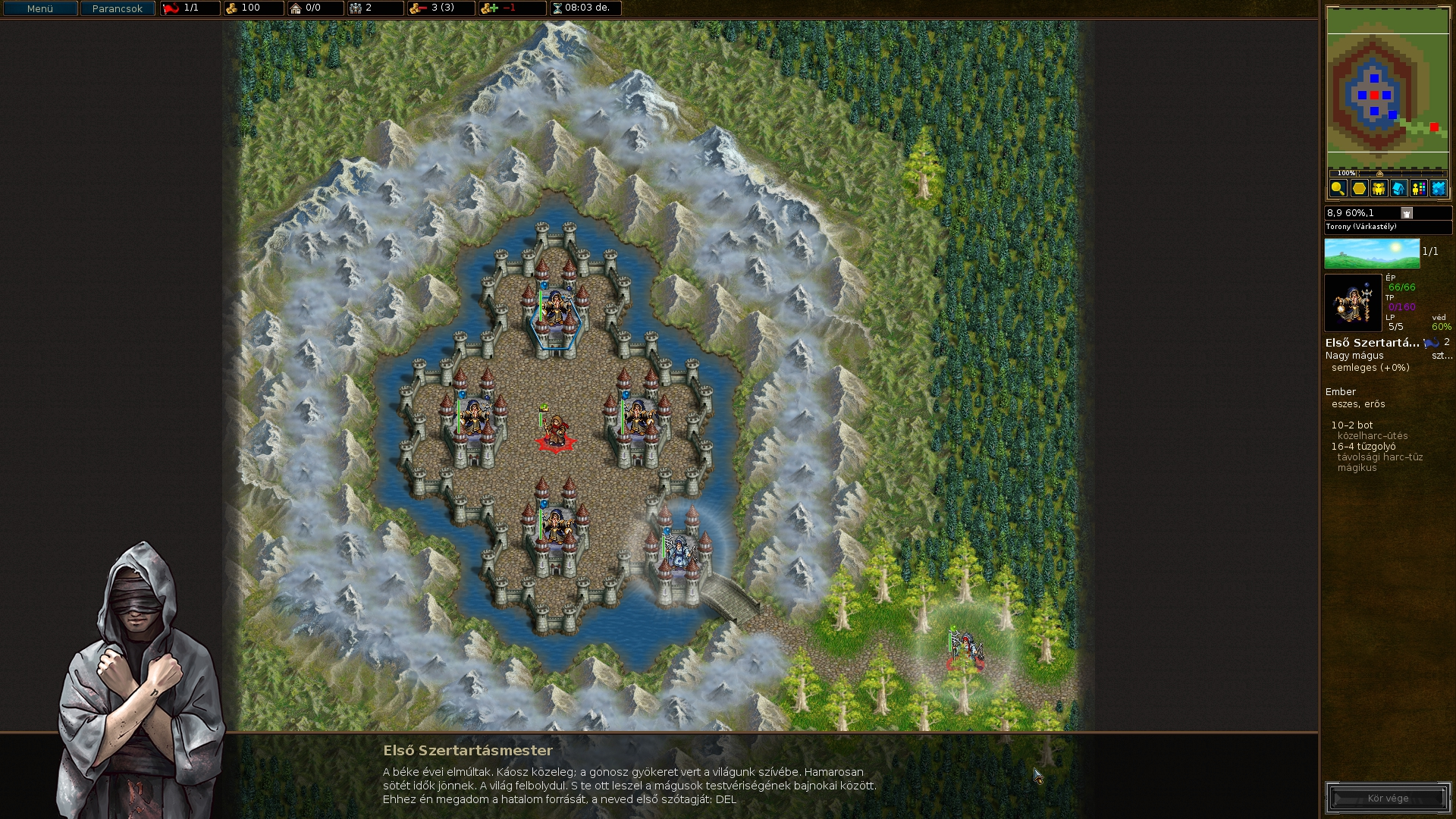
A hadjáratok során a történetmesélés ilyen párbeszédes módon történik

A játékban két lehetőség van: egyjátékos hadjáratok (előre elkészített, egymás után következő és egymással összefüggő pályák) és többjátékos mód. A többjátékos módban interneten (szerveren) játszható, vagy egy gépen, egymást váltva; de a többjátékos módhoz is készülnek hadjáratok, különböző kiegészítések.

### Célok
A legtöbb pályán a cél az ellenség vezérének legyőzése, ennek elérése érdekében a játékos egységeket toborozhat (illetve hadjárat esetén a korábbi pályán, pályákon használt egységeket is visszahívhatja) és falvakat foglalhat, amelyek általában körönként 2 aranyat adóznak, illetve egy egyes szintű egység fenntartását biztosítják (de egy kettes szintű egység fenntartásához 2, hármas szintű egység fenntartásához 3 falu kell). A hadjáratok pályáit általában megadott mennyiségű kör alatt kell teljesíteni. Egyes pályákon több az ellenség, illetve már eleve erősebb a játékosnál. Bizonyos pályákon azonban szövetségesek is lehetnek. Nem minden pályán az ellenfél legyőzése a cél, hanem előfordulhat, hogy a pályán el kell érni egy bizonyos pontot vagy túl kell élni valamennyi kört.

### A harcok menete
A harcok kimenetele a szerencsén is múlik. Minden egységnek van egy sebzési értéke, illetve egy másik érték, ami azt mutatja, hogy egy támadás során hányszor viheti be maximálisan ezt a sebzést. A sebzés értékét befolyásolhatja az ellenséges egység ellenállása, a találatok gyakoriságát pedig az ellenséges egység védekezési százaléka befolyásolja.
Az ellenállás az egység ellenállását jelenti adott támadástípus ellen, ez az érték lehet pozitív és negatív is (például az élőholtak nagy részének negatív az ellenállása a földöntúli támadások ellen). Összesen 6 támadástípus van a játékban: vágás, ütés, szúrás, tűz, hideg, földöntúli. Egy egységnek ezekből a típusokból több is lehet, illetve az sem mindegy, hogy az adott támadástípus közelharci vagy távolsági, mivel ez befolyásolja hogy az ellenséges egység visszaüt-e, és ha igen, mennyit.
A védekezési százalék egy olyan mutató, ami meghatározza, hogy az adott egységnek mennyi esélye van az ütések kivédésére az egyes terepeken. Példának okáért a dárdásoknál ez az érték várban 60%, síkságon viszont csak 40%. Az egységeket olyan helyekre érdemes küldeni, ahol ez az érték magas, hogy kevesebb sebzést szenvedjenek el.
Néhány egység rendelkezik speciális képességekkel is, mint például a tünde sámánnő, amely minden körben gyógyítja a körülötte lévő egységeket, vagy a mágus, amelynek távolsági támadása minden esetben 70% eséllyel talál.

### Körök
A játék során előre meghatározott köreid vannak (egytől akár végtelenig, a hadjárat/pálya beállításától függően), ami során cselekedhetsz. A körök lefolyásában csak az első kör különbözik, a többi azonos cselekményű.
- 1. kör
  - Hadjárat: a kör mindig elmeséli a történet 1-1 cselekményét párbeszédek által. Ezután kiderülnek a pálya céljai. A hadjáratok első pályáin a játékosnak általában 1-2 egysége van csak, így nincs nagy cselekvési szabadság. Főként toborzás vagy visszahívás van ilyenkor.
  - Többjátékos: a cselekmény általában annyi, hogy le kell győzni az ellenséget, különösebb történet nincs, kivéve a többjátékos hadjáratoknál. Általában kezdéskor csak a fővezér használható.
- A többi kör mindkettőben ugyanúgy megy: harc, falufoglalás, felderítés, manőverezés vagy csapdaállítás.

## Fordításai
A játék nyílt forráskódúsága miatt számtalan nyelvre fordítják a rajongók, még eszperantó nyelven is játszható. Fordítási statisztika is rendelkezésre áll. A magyar változat mögött is egy önszerveződő fordítócsapat áll.

## Hadjáratok

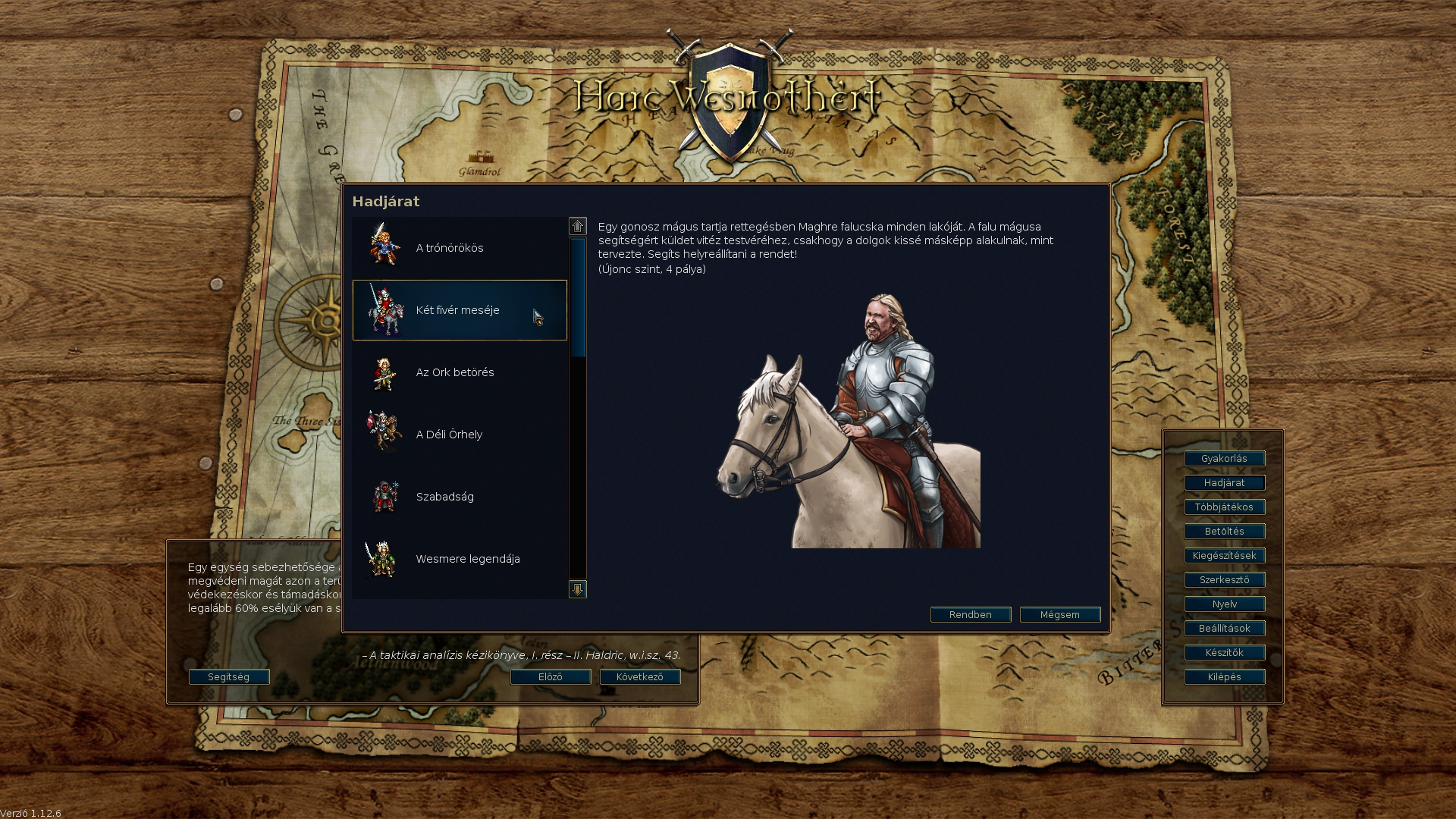
Hadjáratválasztó ablak

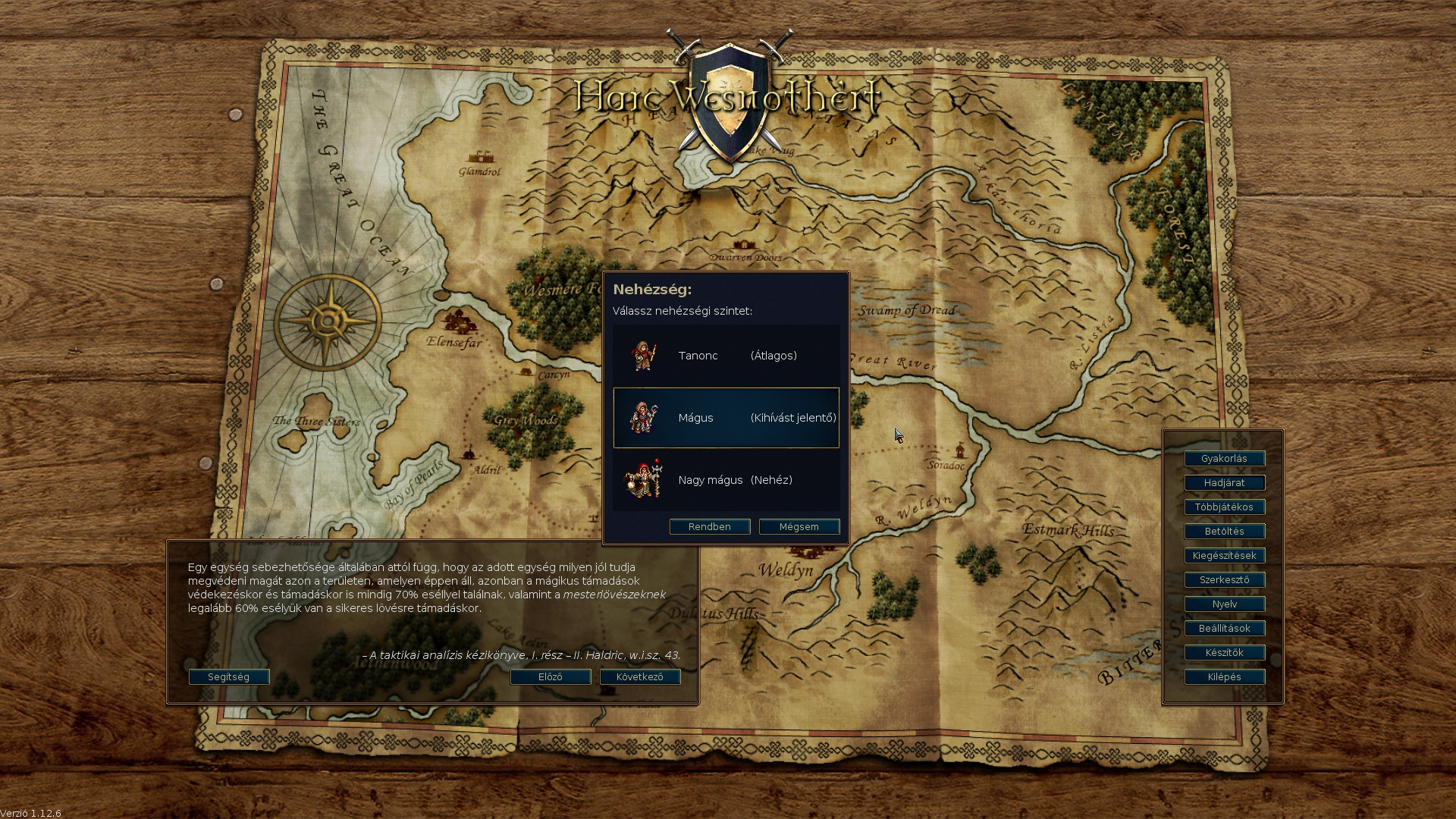
Hadjárat szint-választó ablak

### Egyjátékos
A főmenüben a Hadjárat menüpontból érhető el a 16 darab hadjárat (összesen 210 darab küldetés).
1. A trónörökös (Újonc szint, 23 pálya)
2. Két fivér meséje (Újonc szint, 4 pálya)
3. Az Ork betörés (Újonc szint, 7 pálya)
4. A Déli Őrhely (Újonc szint, 9 pálya)
5. Szabadság (Közepes szint, 8 pálya)
6. Wesmere legendája (Középhaladó szint, 18 pálya)
7. Lerohanás keleten (Közepes szint, 16 pálya)
8. Thursagan pörölye (Közepes szint, 11 pálya)
9. Alászállás a sötétségbe (Közepes szint, 11 pálya)
10. Delfador visszaemlékezései (Közepes szint, 19 pálya)
11. Holtvíz (Középhaladó szint, 10 pálya)
12. A Tűz Jogara (Gyakorlott szint, 9 pálya)
13. Fekete-Szem fia (Gyakorlott szint, 18 pálya)
14. Wesnoth felemelkedése (Gyakorlott szint, 24 pálya)
15. Északi újjászületés (Gyakorlott szint, 13 pálya)
16. A tűző napok alatt (Gyakorlott szint, 10 pálya)

Beszerezhetők további hadjáratok a főmenü Kiegészítések menüpontjából. A feltelepített hadjáratok a Hadjárat menüpontból érhetőek el.

### Többjátékos
A főmenüben a Többjátékos menüpontból érhető el az egyetlen hadjárat.
- Wesmere legendája (Középhaladó szint, 18 pálya)

Beszerezhetők további hadjáratok a főmenü Kiegészítések menüpontjából. A feltelepített hadjáratok a Többjátékos menüpontból érhetőek el.

## Fajok és szövetségek
Az alapjátékban 20 faj képviseli magát: denevérek, emberek, fapásztorok, farkasok, griffmadarak, gyíkok, kalifátusiak, koboldok, mechanikus, nagák, ogrék, orkok, perzsekények, sellők, szörnyek, sólymok, trollok, törpök, tündék és élőholtak.
Az alapjátékban 7 szövetség képviseli magát: Hűségesek, Kalifátus, Knalgai szövetség, Lázadók, Perzsekények, Élőholtak és Északiak.
Beszerezhetők további fajok és szövetségek a főmenü Kiegészítések menüpontjából.

## Pályaszerkesztő
A főmenü Szerkesztő menüpontjából  érhető el vagy külön alkalmazásként indítható. Jelenleg változatos térképek és egyszerű küldetések elkészítésére alkalmas. Folyamatosan fejlődik, hogy egyre több funkciót lehessen benne használni, így megkönnyítve majd az összetettebb küldetések elkészítését. A játék 1.0-s stabil verziója még külön alkalmazásként tartalmazza a szerkesztőt; a főmenüből való elérést elsőként a játék stabil 1.6-os verziója tartalmazza (fejlesztői verzióban az 1.5.3-as).

## Kiegészítők
Az alapjáték igen sokszínű bővítési lehetőséggel rendelkezik, melyet a főmenü Kiegészítések menüpontjából lehet elérni, ehhez internetkapcsolat szükséges. A játékba beépített, kiegészítők letöltésére alkalmas felületen – Kiegészítéskezelő ablakban – keresni vagy szűrni lehet a kiegészítőket, és természetesen ingyen letölteni. A letöltés során a játék a megfelelő helyre telepíti a kiválasztott kiegészítőt. A kiegészítők kézileg is telepíthetőek.
A kiegészítők típusai a következőek lehetnek.
- Hadjárat
- Küldetés
- Egy/Többjátékos hadjárat
- Többjátékos korszak
- Többjátékos szövetség
- Többjátékos hadjárat
- Többjátékos küldetés
- Többjátékos térképcsomag
- Többjátékos módosítók
- Források
- Egyéb
- Ismeretlen

Saját kiegészítéseket (pl. egységeket, küldetéseket, zenéket) is létre lehet hozni. Ezáltal akár egy teljesen egyedi kiegészítő is készíthető, illetve feltölthető a többi kiegészítő közé.

### Magyarok által készített kiegészítők
- Underness Series I.-IV. (2014 - napjainkig)

I. The Desolation of Karlag
II. The Blind Sentinel
III. Stone of the North
IV. The Invasion Of The Western Cavalry
készítő: whitewolf (hivatalos fórumon), napoleon (Magyar Wesnoth Közösség fórumán)
Wesnoth verzió: 1.12
típus: egyjátékos hadjárat
- Pick Your Recruits Armageddon (2010 - napjainkig)

készítő: Horus2, Zaton (hivatalos fórumon és Magyar Wesnoth Közösség fórumán)
Wesnoth verzió: 1.12
típus: többjátékos korszak
- Aldur a hatalmas /Aldur The Great/ (2012 - 2015)

készítő: pintercsabi
Wesnoth verzió: 1.12
típus: hadjárat
- A Sátán furulyája /The Devil's Flute/ (2013 - 2014)

készítő: lipk (hivatalos fórumon és Magyar Wesnoth Közösség fórumán)
Wesnoth verzió: 1.10
típus: hadjárat

## Verzió megjelenések
A stabil megjelenések összefoglaló táblázata következik (a stabil verzió szériainak első és utolsó megjelenése).
A széria kifejezés a verziószám balról jobbra írt első pont utáni értékre értendő a következő pontig (pl. 1.6.5-nél a szériaszám a 6-os), a főverzió mivel állandó (1-es), így a szériát pl. 1.0-s, 1.8-as, 1.12-es szériának szokás nevezni.
|  | Stabil széria első megjelenése |  | Stabil széria utolsó megjelenése |  | Legfrissebb stabil széria első megjelenése |  | Legfrissebb stabil széria utolsó megjelenése |

| Verzió | Megjelenés |
| ------ | ---------- |
| 1.0    | 2005-10-03 |
| 1.0.3  | 2006-06-21 |
| 1.2    | 2006-12-23 |
| 1.2.8  | 2007-11-27 |
| 1.4    | 2008-03-02 |
| 1.4.7  | 2008-12-12 |
| 1.6    | 2009-03-19 |
| 1.6.5  | 2009-09-06 |
| 1.8.0  | 2010-03-25 |
| 1.8.5  | 2011-05-12 |
| 1.10   | 2012-01-22 |
| 1.10.7 | 2013-08-17 |
| 1.12   | 2014-11-15 |
| 1.12.6 | 2016-05-18 |

A fejlesztői megjelenések összefoglaló táblázata következik  (a fejlesztői verzió szériainak első és utolsó megjelenése).
A széria kifejezés a verziószám balról jobbra írt első pont utáni értékre értendő a következő pontig (pl. 1.7.15-nél a szériaszám a 7-es), a főverzió mivel állandó (1-es), így a szériát pl. 1.1-es, 1.9-es, 1.13-as szériának szokás nevezni.
|  | Fejlesztői széria első megjelenése |  | Fejlesztői széria utolsó megjelenése |  | Legfrissebb fejlesztői széria első megjelenése |  | Legfrissebb fejlesztői széria utolsó megjelenése |

| Verzió  | Megjelenés |
| ------- | ---------- |
| 1.1     | 2005-12-30 |
| 1.1.7   | 2006-06-23 |
| 1.3.1   | 2007-02-25 |
| 1.3.13  | 2007-12-28 |
| 1.5.0   | 2008-04-26 |
| 1.5.14  | 2009-03-15 |
| 1.7.0   | 2009-05-17 |
| 1.7.15  | 2010-03-15 |
| 1.9.0   | 2010-08-18 |
| 1.9.14  | 2012-01-08 |
| 1.11.0  | 2012-08-25 |
| 1.11.19 | 2014-11-08 |
| 1.13.0  | 2015-04-17 |
| 1.13.5  | 2016-07-29 |